# Lodzeanivka, Polonne
Lodzeanivka (în ucraineană Лодзянівка) este un sat în așezarea urbană Poninka din raionul Polonne, regiunea Hmelnîțkîi, Ucraina.

## Demografie
Componența lingvistică a localității Lodzeanivka
     Ucraineană (98,9%)
     Alte limbi (1,1%)
Conform recensământului din 2001, majoritatea populației localității Lodzeanivka era vorbitoare de ucraineană (98,9%), existând în minoritate și vorbitori de alte limbi.